# 2015年花蓮地震
2015年花蓮地震（亦稱為420花蓮外海地震）發生於2015年4月20日臺北時間上午9時42分，震央位於台灣花蓮縣外海，即花蓮縣政府東方83.6公里處。深度30.6公里，芮氏規模6.4。

## 災情簡述
由於地震盆地效應，導致新北市最大震度為4級，比震央附近的花蓮縣更高，所以出現零星災情。
- 臺北市
  - 松江路128號停車塔，多輛汽車墜落，共11輛汽車受損、其中3輛完全變形。
- 新北市
  - 樹林區樹新路31號前道路疑因受地震影響，自來水管線破裂。
  - 新莊區忠孝街上午約10時，地震致使高架變電箱起火燃燒，波及一旁民宅，造成1死1傷。

## 後續地震
| 時間                  | 編號    | 位置                                             | 規模 | 深度     | 備註                                       |
| --------------------- | ------- | ------------------------------------------------ | ---- | -------- | ------------------------------------------ |
| 2015年4月20日09時49分 | 小區域  | 花蓮縣政府東方 82.9 公里（位於臺灣東部海域）     | 5.0  | 30.7公里 | 餘震                                       |
| 2015年4月20日19時20分 | 第023號 | 花蓮縣政府南方 36.9 公里（位於臺灣東部海域）     | 5.5  | 38.3公里 | 非屬餘震（深度和位置都不同），屬於觸發地震 |
| 2015年4月20日19時45分 | 第024號 | 花蓮縣政府東方 90.3 公里（位於臺灣東部海域）     | 6.2  | 33.9公里 | 餘震                                       |
| 2015年4月20日19時59分 | 第025號 | 花蓮縣政府東方 90.8 公里（位於臺灣東部海域）     | 6.0  | 29.4公里 | 餘震                                       |
| 2015年4月24日20時00分 | 小區域  | 花蓮縣政府東偏北方 67.8 公里（位於臺灣東部海域） | 4.4  | 24.4公里 | 餘震                                       |
| 2015年4月26日04時01分 | 第026號 | 花蓮縣政府東方 93.2 公里（位於臺灣東部海域）     | 5.7  | 34.8公里 | 餘震                                       |
| 2015年5月3日21時09分  | 小區域  | 花蓮縣政府東方 83.7 公里（位於臺灣東部海域）     | 5.4  | 24.8公里 | 餘震                                       |

## 震度

### 臺灣
主震在宜蘭及新北的震度達到4級，澎湖馬公1級。

### 日本
主震發生時（日本時間上午10時42分）在與那國島達到震度4，石垣島震度1。

### 中國大陸
主震在福建省福州市、廈門市等地有震感，福建有82个县市城区所在地的仪器烈度均为1度。

## 其他
- 此次地震，類似2002年「331大地震」──同樣發生在臺灣東部外海，但災情以臺北盆地為主。
- 日本氣象廳於當地時間上午10時47分對八重山群島及宮古島等地發布海啸注意警报，於當地時間上午11時50分解除，並未觀測到海嘯[17]。

## 相關
- 臺灣地震列表
  - 1951年縱谷地震系列
- 群震